# 하얼빈 맥주
하얼빈맥주 그룹(중국어 간체자: 哈尔滨啤酒集团, 정체자: 哈爾濱啤酒集團, 병음: Hā'ěrbīn Píjiǔ Jítuán)은 중국의 맥주회사이다. 주력 상품은 알코올 도수 4.8%의 페일 라거 하얼빈 맥주(중국어 간체자: 哈尔滨啤酒, 정체자: 哈爾濱啤酒, 병음: Hā'ěrbīn Píjiǔ)이다.